# Krakauer Kämpe
Die Krakauer Kämpe (polnisch Krakowiecka Kępa) war eine Binneninsel und ein Wohnplatz in der Toten Weichsel. Sie gehörte seit 1942 zur Stadt Danzig, seit 1945 Gdańsk, Woiwodschaft Pommern in Polen. Nach 1974 wurde die Krakowiecka Kępa entsiedelt und im Zuge des Aufbaus der Erdölraffinerie der Grupa LOTOS weggebaggert.

## Geografie
Die kleine, langgestreckte Insel befand sich bis 1840 in der Stromweichsel, die nach ihrem Durchbruch bei Neufähr und dem Weichseldurchstich von 1895 zur Toten Weichsel (Martwą Wisłą) versandete. Direkt südlich gelegen befand sich der Ort Klein Plehnendorf (heute Płonia Mała), nordwestlich der namensgebende Ort Krakau (Krakowiec).

## Geschichte
Die Pzerabka und das Ufer der Nehrung waren ein wichtiger Stapelplatz, an dem vor allem die großen Holzflösse aufgelöst wurden. In Klein Plehnendorf, Krakau und auf der Krakauer Kämpe befanden sich zahlreiche Sägewerke und Holzhandelsbetriebe. Nach der Firma Baffy & Adrian wird 1907–1918 auf der Krakauer Kämpe das Dampfsägewerk Baffy und Pose mit 105 Mitarbeitern (1907) und 1921 das Dampfsägewerk von Franz L. Gross genannt. Um 1917 wird das Gebiet als „Holzhafen“ der Stadt Danzig bezeichnet.

### Orte
Auf der Insel lag der gleichnamige Wohnplatz, der zur Landgemeinde Klein Plehnendorf (heute Płonia Mała) gehörte. Im Jahr 1883 hatte die Insel 10 Häuser und 121 Einwohner, ein Holzlager und ein Sägewerk, 1905 waren es 137 Einwohner.
Am 1. April 1942 wurde die Krakauer Kämpe mit ihrem Zugang vom Außendeich des Südufers der Toten Weichsel administrativ in die Hansestadt und den Stadtkreis Danzig eingegliedert.

## Verkehr
Die Insel war durch eine Brücke mit Klein Plehnendorf verbunden.